# Miguel Antonio de Iranzo y Peralta
Miguel Antonio de Iranzo y Peralta (Utiel, Plana d'Utiel, 16 de novembre de 1765 - ?) fou un aristòcrata i militar castellá, capità general de Catalunya durant la guerra del francès.
Era fill de Miguel Iranzo y Guillén i Josefa de Peralta i Contreras. Fou coronel de granaders i regidor per l'Estat noble a Utiel en 1804, de manera que en 1806 va ingressar a l'Orde de Montesa. Es va casar amb la biscaïna Dolores Barruchi Hore, camarista de la reina Maria Amàlia de Saxònia. En 1809 era coronel dels Granaders de Castella la Nova i va lluitar a Valls contra els francesos. Va ser Capità general de Catalunya entre 1810 i 1811.